# Dobrogoszcz (powiat wałecki)
Dobrogoszcz – osada w Polsce położona w województwie zachodniopomorskim, w powiecie wałeckim, w gminie Wałcz.
W latach 1975–1998 miejscowość administracyjnie należała do województwa pilskiego.